# Dorycnia vietnamica
Dorycnia vietnamica är en insektsart som beskrevs av Irena Dworakowska 1979. Dorycnia vietnamica ingår i släktet Dorycnia och familjen dvärgstritar.
Artens utbredningsområde är Vietnam. Inga underarter finns listade i Catalogue of Life.